# Sýkora lužní
Sýkora lužní (Poecile montanus, dříve Parus montanus) je malý druh pěvce z čeledi sýkorovitých.

## Taxonomie
Rozlišuje se celkem 15 poddruhů. 9 z nich obývá asijskou a následujících 6 evropskou část areálu:
- sýkora lužní severoevropská (Poecile montanus borealis) – severní Evropa, na východ po západní Sibiř
- s. l. středoevropská (P. m. salicaria) – střední Evropa
- s. l. západoevropská (P. m. rhenana) – území západně od Rýna
- s. l. anglická (P. m. kleinschmidti) – Velká Británie
- s. l. alpská (P. m. montanus) – Alpy a Balkán
- s. l. uralská (P. m. uralensis) – jihovýchod evropské části Ruska

## Popis
- Délka těla: 11,5 cm
- Rozpětí křídel: 17–20 cm
- Hmotnost: 11 g

Menší sýkora, s poměrně velkou hlavou a silnou šíjí. Opeření je převážně šedohnědé a špinavě bílé, s černou čepičkou a skvrnou pod zobákem. Pohlaví a věkové skupiny jsou stejné.
Je velice podobná sýkoře babce, od které se dá spolehlivě poznat podle hlasu. Z dalších rozlišovacích znaků bývají nejčastěji uváděny: nelesklá, matně černá čepička, sahají přes týl až na horní hřbet (u sýkory babky lesklá, končící na týlu), větší, dole rozpitě (nikoliv ostře) zakončená černá skvrna na bradě a hrdle, bělavé, s krkem nekontrastující líce (u s. babky bílé s kontrastem mezi lícemi a krkem), široké světle krémové okraje praporů loketních (terciárních) letek kontrastující s tmavým pláštíkem (u s. babky okraje jen nepatrně světlejší, bez kontrastu) a více stupňovitý ocas (u s. lužní je pár krajních ocasních per o více než 4 mm kratší než špička složeného ocasu, u s. babky o méně než 5 mm). Řada z těchto znaků se však u obou druhů překrývá a některé z nich se dají zjistit pouze u ptáků v ruce. S dalším rozlišovacím znakem přišli v roce 2008 britští ornitologové, kteří zjistili, že oba druhy lze odlišit podle zbarvení okraje horní čelisti zobáku. Ten je u sýkory babky ostrý, přesahuje přes okraj dolní čelisti a při kořeni zobáku vytváří výraznou bílou skvrnu. U sýkory lužní takový okraj chybí a zobák je tak jednolitě černý. Spolehlivost tohoto znaku je značně vysoká; z několika desítek odchycených i vypreparovaných exemplářů obou druhů bylo s jeho pomocí správně určeno 98 % ptáků. Následně byla platnost znaku ověřena také v ČR, kde se tímto způsobem podařilo z celkem 58 jedinců obou druhů chycených na Třeboňsku, v Praze a na Rychnovsku určit všechny.

## Hlas
Při vábení nosové dlouze protažené „dé-dé-dé“ nebo „ci-ci-dé-dé“, při zpěvu řady jasných čistých tónů „cjy-cjy-cjy“ nebo „cí-cí-cí“ ( poslech).

## Rozšíření
Sýkora lužní má palearktický typ rozšíření. Obývá celou Evropu s výjimkou Španělska a rozsáhlé území Asie východně až po Kamčatku. Je stálá, pouze ptáci ze severních oblastí jsou tažní.

## Výskyt v Česku
V ČR hnízdí pravidelně na většině území, její rozšíření je však mozaikovité, s mezerami spíše v nížinách podél velkých vodních toků. Od 60. let 20. století se začala šířit a osídlovat i oblasti, kde nikdy předtím nehnízdila. Její stavy jsou v posledních letech stabilní; v letech 1985–89 i 2001–03 byla celková početnost odhadnuta na 40 000–80 000 párů.

## Prostředí
Hnízdí v bažinatých lužních lesích či pobřežních porostech s břízami, olšemi, topoly a vrbami, také ve vlhčích smíšených a jehličnatých lesích. Mimo hnízdní období se vyskytuje i v blízkosti lidských sídel.

## Hnízdění

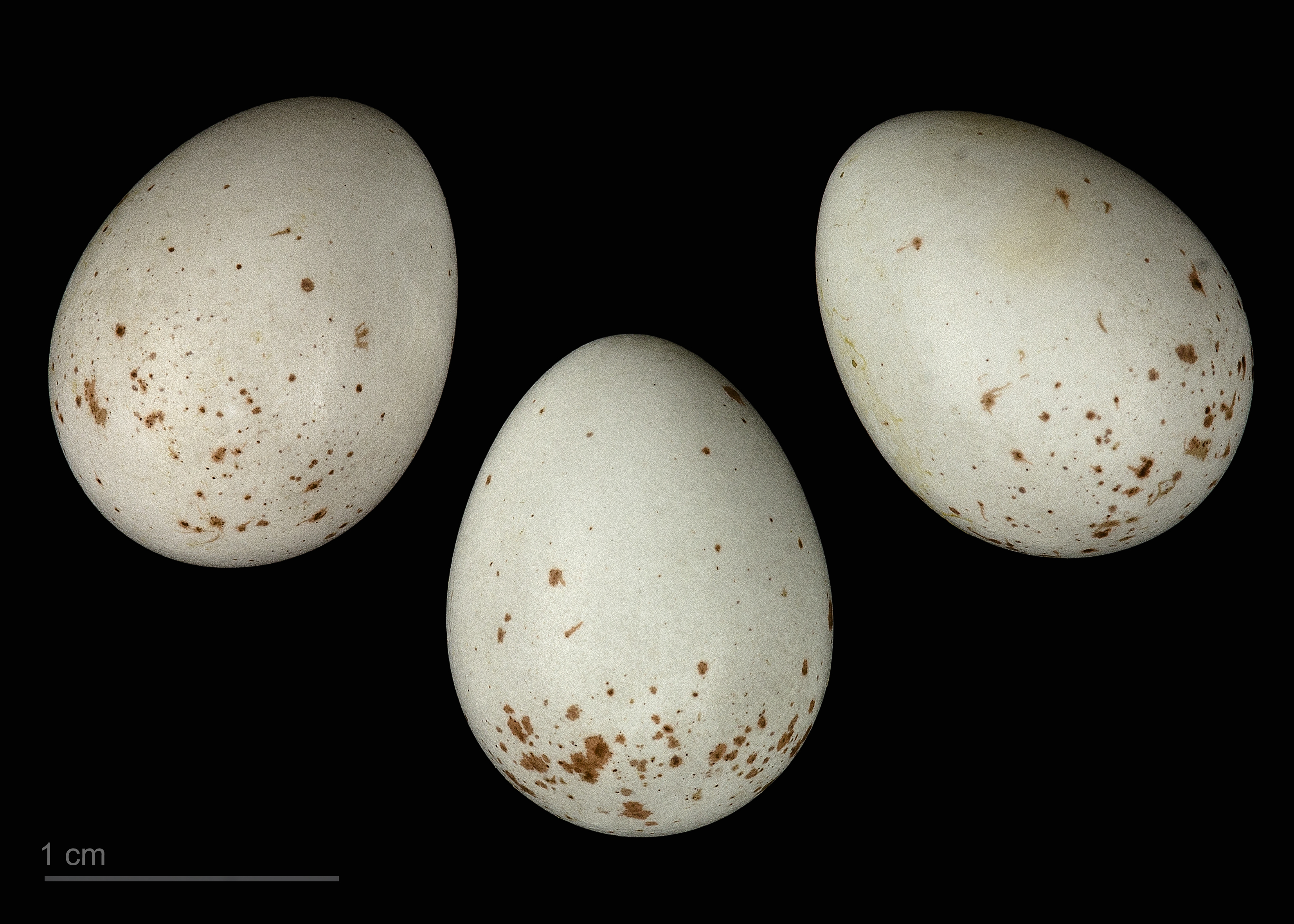
Poecile montanus

Hnízdí jednotlivě, teritoriálně a monogamně, páry spolu setrvávají po více let a obvykle využívají i stejná teritoria. Hnízdo staví oba ptáci v dutině stromu, kterou zpravidla sami vytesávají ve ztrouchnivělém dřevě, zřídka může hnízdit i v budce nebo hnízdě veverky či střízlíka. Vytesání nového hnízda trvá průměrně 12,5 dne a probíhá nejčastěji v kmenech nebo silnějších větvích bříz a vrb. Stavebním materiálem jsou rostlinná vlákna, kůra, suchá tráva, srst a peří (mech v hnízdě obvykle chybí, čímž se liší od sýkory babky). Hnízdí zpravidla jednou ročně s případnou náhradní snůškou, ve střední Evropě připadá začátek hnízdění na duben. Snůška čítá 5–9 bílých, červenohnědě skvrnitých vajec o rozměrech 16,1 × 12,3 mm. Délka sezení je 17–19 dní, sedí pouze samice, které samec přináší potravu. Mláďata jsou krmena oběma rodiči a hnízdo opouštějí po 17–18 dnech. Samostatná jsou 15–20 dní po vyvedení a poprvé hnízdí ve 2. kalendářním roce. Nejvyšší známý věk je 11 let a 4 měsíce.

## Potrava
Na jaře a v létě se živí hlavně hmyzem a pavouky, na podzim a v zimě bobulemi a semeny. Potravu hledá převážně na stromech a keřích, v zimě často ve smíšených hejnech s jinými druhy sýkor, brhlíky a šoupálky. Na zimu si vytváří zásoby potravy, které ukrývá mezi lišejníky, za kůrou apod. Ročně takto uschová až 15 kg semen, hmyzu a pavouků.